# Oceán

Mapa světa s oceány a jejich přibližnými hranicemi

Oceán je velká masa vody či jiné kapaliny, nalézající se na povrchu vesmírného tělesa, či pod některou z jeho vrstev, například ledem. Na Zemi tvoří oceány jedno těleso, které se nazývá světový oceán, jenž pokrývá 71 % povrchu planety.

## Oceány na Zemi

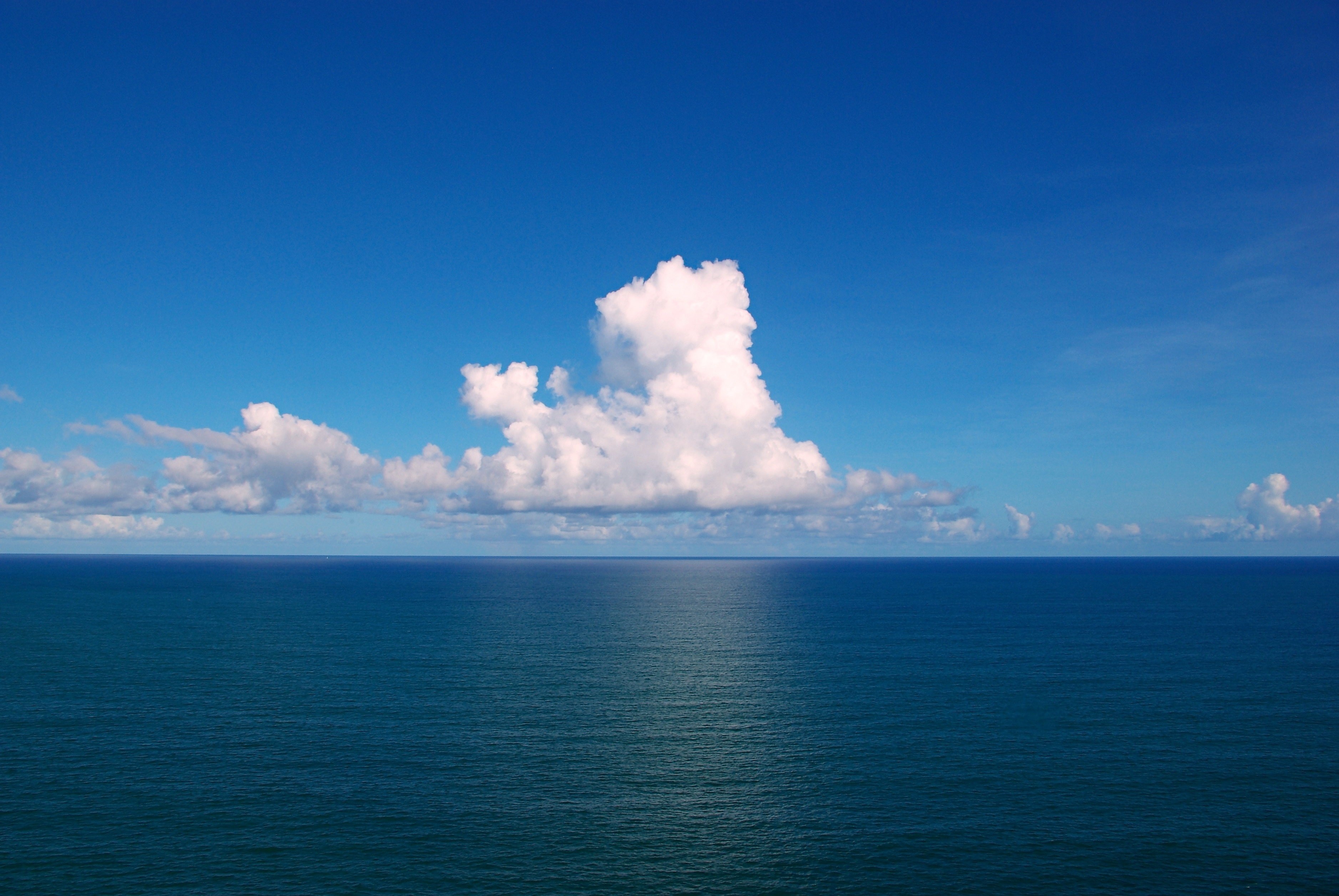
Pohled na Atlantský oceán

Oceány jsou známé nejlépe ze Země, kde se v současnosti vyskytuje 5 oceánů. Jsou to Atlantský oceán, Indický oceán, Jižní oceán, Severní ledový oceán a Tichý oceán.
Nejhlubším bodem všech pozemských oceánů je Marianský příkop, který se nachází v Tichém oceánu. Jeho maximální hloubka byla odhadnuta na 10 994 metrů.

## Mimozemské oceány
Oceány nejsou vázány pouze na Zemi, ale mohou se vyskytovat i na dalších vesmírných tělesech, kde v závislosti na specifických podmínkách mohou existovat v různých podobách a tvořeny různými kapalinami, či tekutými kovy atd.

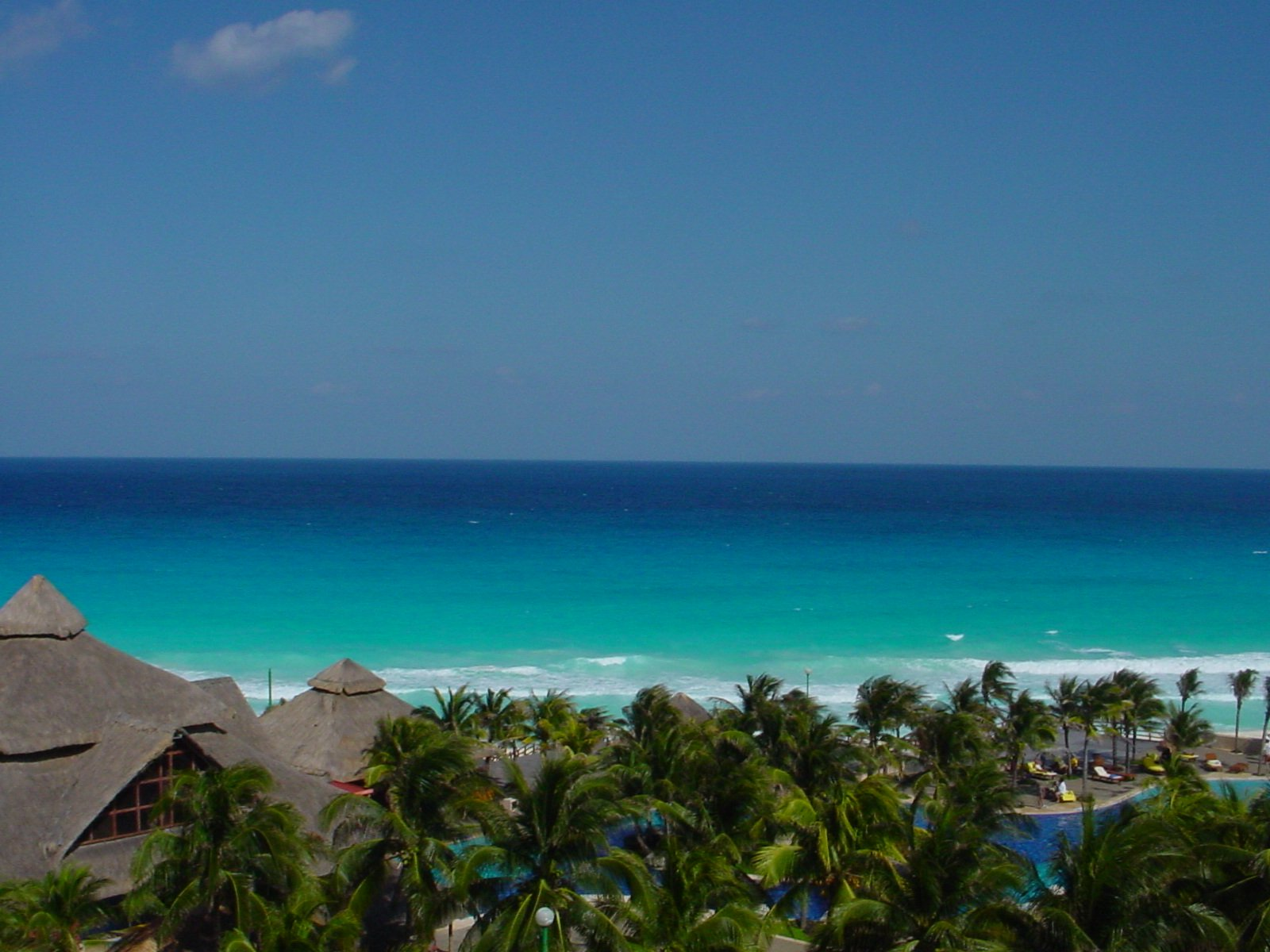
Pobřeží na rozhraní kontinentu a oceánu

### Oceán na Marsu
Jednou ze základních otázek je, jestli na Marsu skutečně existoval komplexní oceán anebo jestli se jednalo jen o několik lokálních zaplavených oblastí. Existují předpoklady, že oceán nejspíše existoval. Mezi doklady jeho existence se většinou počítají geologické útvary, které zdánlivě připomínají mořské pobřeží tak, jak jsou známé ze Země. Celá severní oblast je vedle toho zcela hladká, zdánlivě vyhlazená erozivní silou vody. Předpokládá se, že dříve tvořila oceánské dno.
Myšlenka, že se na Marsu vyskytoval oceán pochází z 80. let 20. století, kdy se jí začala část vědců podrobněji zaobírat. Během výzkumu se objevily názory, že na Marsu mohl existovat oceán ve dvou oblastech:
- Severní ledový oceán (Oceanus Borealis)[3] – vodní plocha, která se rozkládala na většině severních planin. První model oceánu byl představen v roce 1993. Vznik tohoto oceánu popisuje jako výsledek ohromné záplavy o rychlosti 108 až 109 m3·s−1 o celkovém objemu 105 až 107 km3 vody,[3] která vznikla jako následek zvýšené sopečné aktivity v celoplanetárním měřítku (žádný impakt vesmírného tělesa by nejspíše nemohl zapříčinit takto rozsáhlé oteplení projevující se roztáním permafrostu a následné záplavy). Vypařování vodní páry z plochy oceánu obohatilo skleníkové plyny, což umožnilo vznik teplejší a hustší atmosféry, ve které se nacházely dešťové srážky.[3]
- Oceán v severních nížinách (Utopia Planitia)[4] – je předpokládané menší vodní těleso, které vyplňovalo oblast Utopia Planitia a které teoreticky může být pouze zlomkovou částí většího oceánu Oceanus Borealis. Velká část oblasti Utopia Planitia vykazuje známky po přítomnosti vody v podobě vrstvy sedimentů či teras.[4]

Průzkumná vozítka Spirit a Opportunity objevila na některých místech sírany vznikající během vypařování mořské vody. Jejich předchozí výskyt na povrchu byl pro vědce neznámý a potvrzuje teorii o oceánu na Marsu. Jelikož má Mars rozdílné složení atmosféry než Země, bylo i chemické složení mořské vody rozdílné. Vysoký obsah železa a síry v půdě nejspíše zapříčinil, že voda na Marsu byla mnohem více kyselá než ta pozemská. Kyselé prostředí bránilo srážení uhličitanů z atmosférického oxidu uhličitého, které je dobře pozorováno na Zemi. Sopečná aktivita v noachianu vypouštěla do atmosféry stále další množství oxidu uhličitého, což zvyšovalo jeho koncentraci až na současný stav (oxid uhličitý tvoří 95,32 %). Pomocí modelu kyselého oceánu se dají vysvětlit chybějící karbonáty, které by s oceánem nejspíše vznikly.

### Oceán na Europě
Na Jupiterovu měsíci Europa se podle výzkumu pod ledovou vrstvou nachází oceán kapalné vody, který je zahříván vlivem slapových jevů.

### Oceán na Titanu
Pokud existuje oceán na Saturnově měsíci Titanu, mohl by být tvořen nejspíše kapalným metanem.